# 49500 Ishitoshi
49500 Ishitoshi è un asteroide della fascia principale. Scoperto nel 1999, presenta un'orbita caratterizzata da un semiasse maggiore pari a 3,1250756 UA e da un'eccentricità di 0,2951882, inclinata di 14,22812° rispetto all'eclittica.